# Liste des ambassadeurs algériens en Allemagne
Jusqu'en 2000, la mission diplomatique était l'ambassade de la République algérienne démocratique et populaire (Bonn) .
| Modèle:PersonZelle | Cabinet Adenauer III                    | |
| | Cabinet Adenauer V \| Modèle:DatumZelle | 1962: ambassadeur d'Algérie en Tunisie, Hafid Keramane reste ambassadeur d'Algérie à Bonn jusqu'à la rupture des relations par l'Algérie le 14. Mai 1965. Il a ensuite représenté les intérêts de son pays au Brésil. |
| keine Beziehungen | Modèle:PersonZelle                      | Cabinet Erhard I \| Modèle:DatumZelle |
| Chargé d'affaires | Cabinet Schmidt I                       | |
| [ 2 ] | Cabinet Schmidt I \| Modèle:DatumZelle  | |
| Modèle:PersonZelle | Armoire Schmidt II \| Modèle:DatumZelle | |
| 1968: Consul à Paris | Cabinet Kohl II \| Modèle:DatumZelle    | |
| | Cabinet Kohl III \| Modèle:DatumZelle   | |
| Modèle:PersonZelle | Cabinet Kohl IV \| Modèle:DatumZelle    | |
| Modèle:PersonZelle | Armoire Schröder I \| Modèle:DatumZelle | |
| | Cabinet Merkel I                        | |
| | Armoire Merkel II \| Modèle:DatumZelle  | |
| Avant d'être nommé ambassadeur à Berlin, M. Aouam était secrétaire général au ministère des Affaires étrangères. Auparavant, il était ambassadeur en Éthiopie et à Djibouti et représentant permanent auprès de l'Union africaine |                                         | |

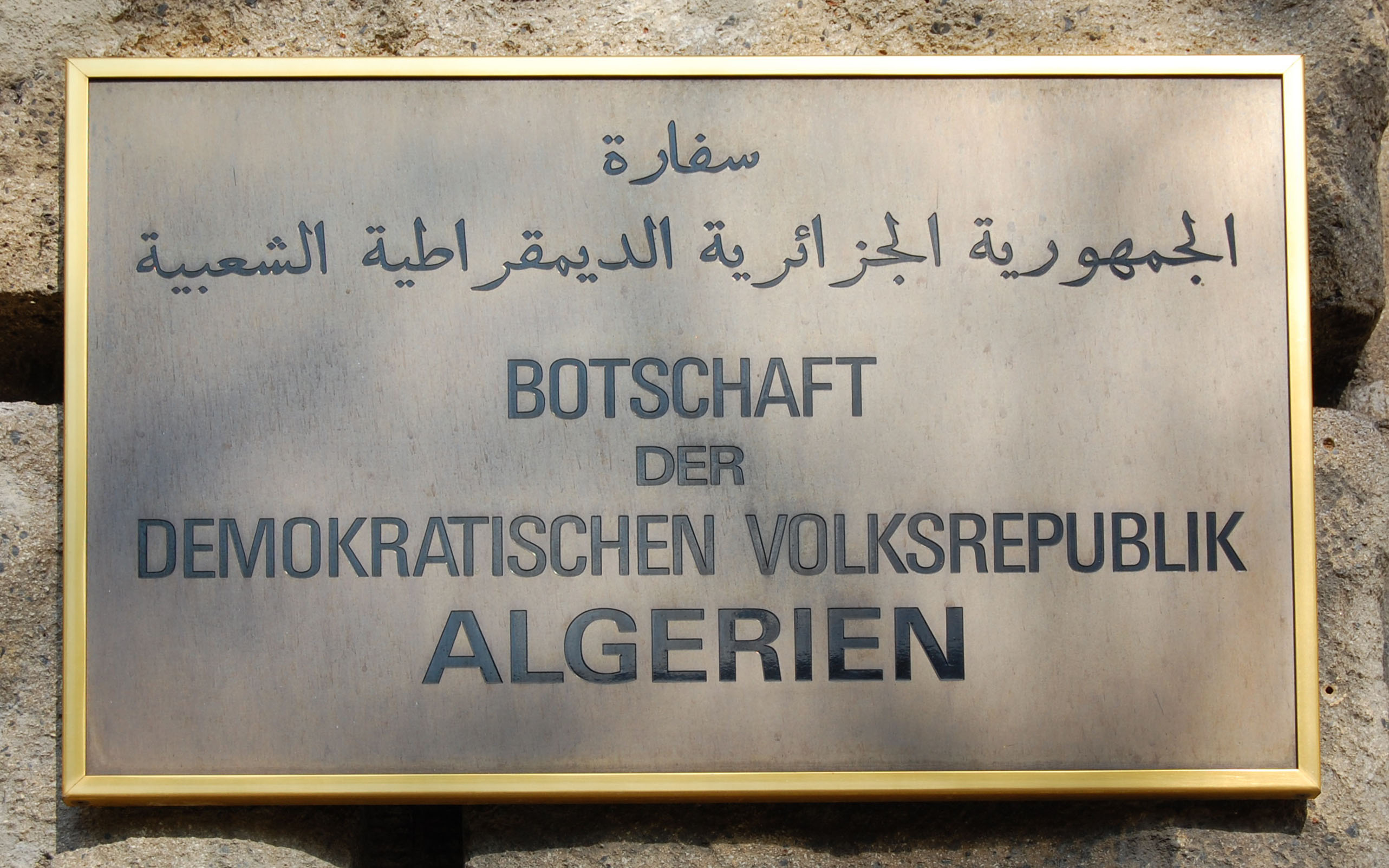
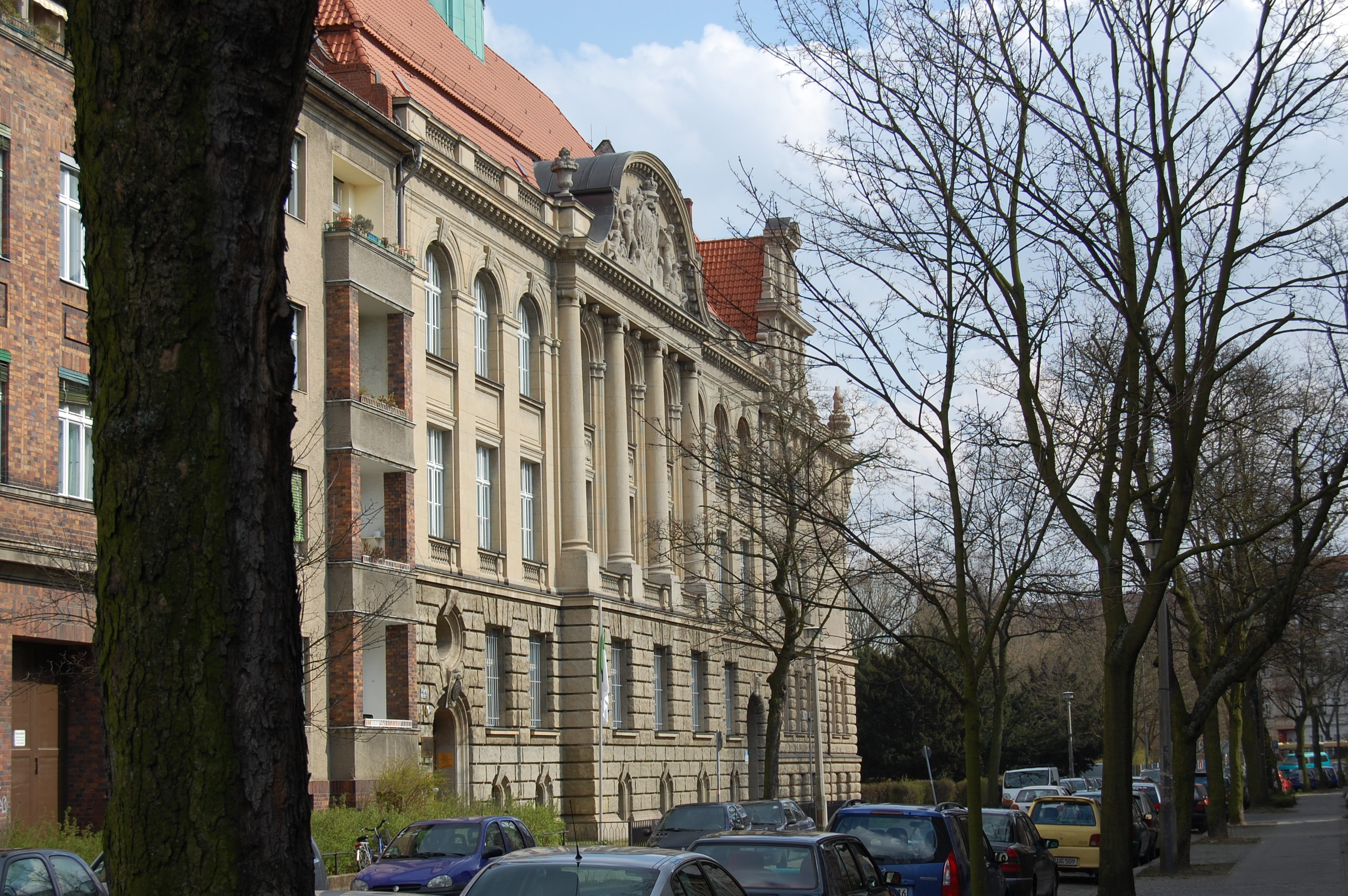
Die Botschaft befindet sich in der Görschstraße 45–46, Bezirk Pankow
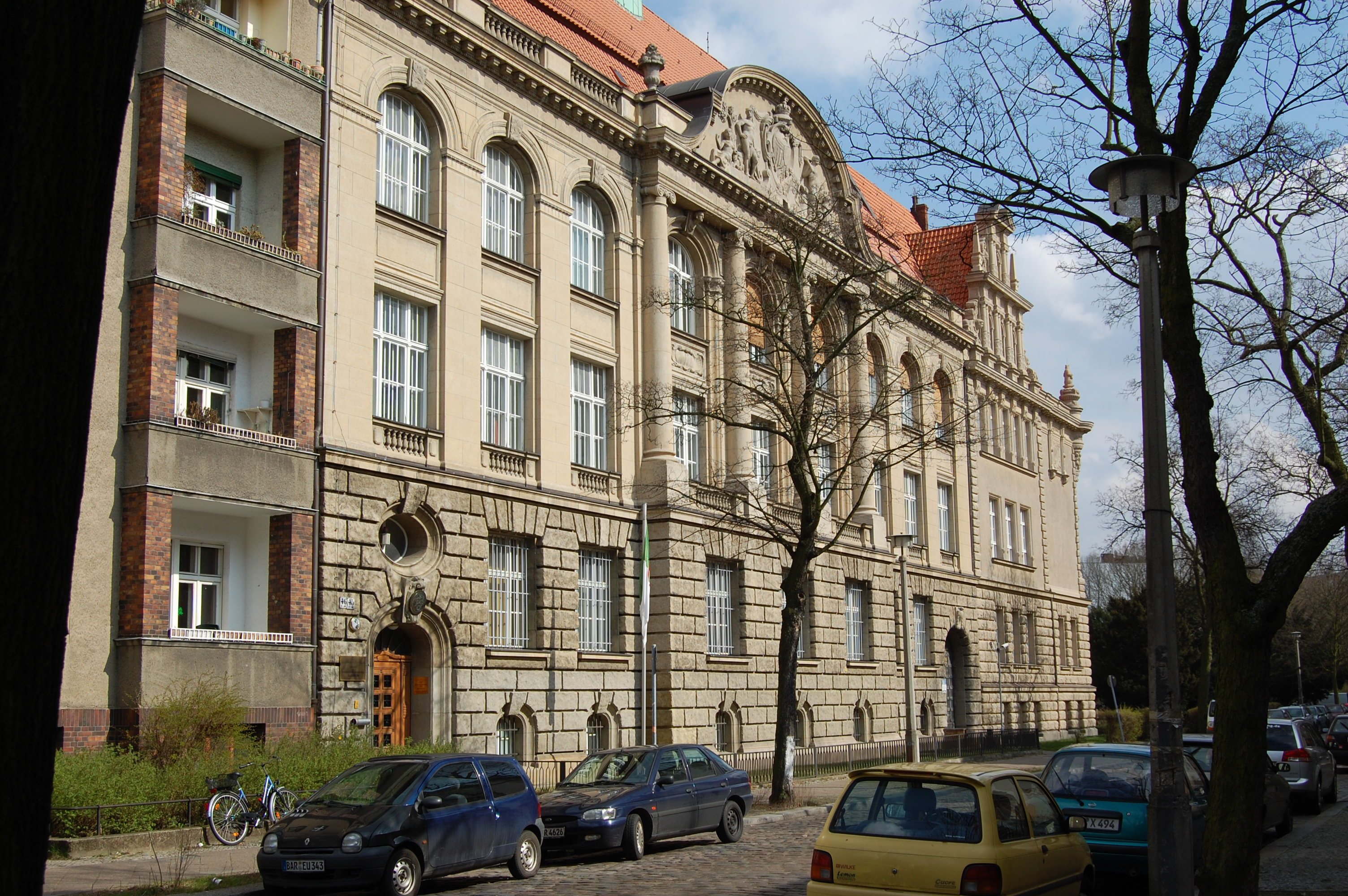
Das Botschaftsgebäude ist das ehemalige königlich-preußische Hauptzollamt, das 1914–1915 nach Plänen von Carl Fenten erstellt wurde. Es steht in der Denkmalschutzliste.
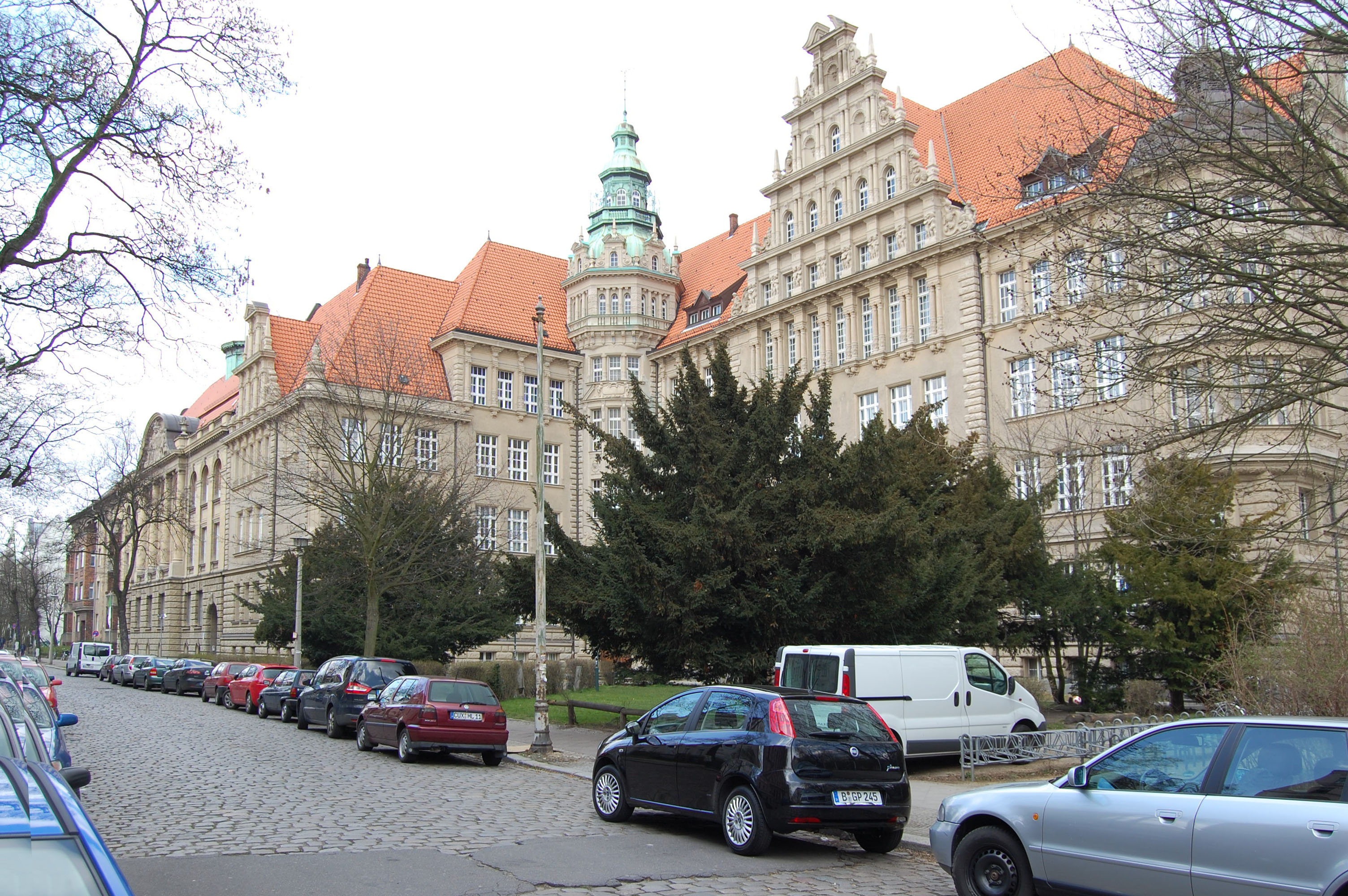
1927 und 1961–1964 kamen An- und Aufbauten hinzu.